# Ebernhahn
Ebernhahn település Németországban, Rajna-vidék-Pfalz tartományban. Lakosainak száma 1232 fő (2023. december 31.).

## Népesség
A település népességének változása:
| Lakosok száma | 1358 | 1231 | 1253 | 1222 | 1218 | 1232 |
|               | 1975 | 2017 | 2019 | 2021 | 2022 | 2023 |